# Thomas Greiss
Thomas Greiss, född 29 januari 1986 i Füssen, Västtyskland, är en tysk professionell ishockeymålvakt som spelar för St. Louis Blues i NHL. 
Han har tidigare spelat på NHL-nivå för Detroit Red Wings, New York Islanders, Pittsburgh Penguins, Phoenix Coyotes och San Jose Sharks och på lägre nivåer för Worcester Sharks i AHL, Hannover Scorpions i DEL och Brynäs IF i SHL.

## Klubblagskarriär

### NHL

#### San Jose Sharks
Greiss draftades av San Jose Sharks i fjärde rundan, som 94:e spelare totalt, i NHL-draften 2004.
Den 22 oktober 2010 blev Greiss utlånad till Brynäs IF i Elitserien. Låneavtalet gällde över säsongen 2010–11.

#### Arizona Coyotes
Den 5 juli 2013 skrev han som free agent på ett ettårskontrakt med Arizona Coyotes.

#### Pittsburgh Penguins
Han skrev på ett ettårskontrakt med Pittsburgh Penguins den 1 juli 2014.

#### New York Islanders
Den 1 juli 2015 skrev han på ett tvåårskontrakt med New York Islanders. Den 31 juli 2017 förlängde han kontraktet med Islanders med tre år.

## Utmärkelser
Tillsammans med sin målvaktskollega i New York Islanders, Robin Lehner, vann han William M. Jennings Trophy för säsongen 2018–19.

## Landslagskarriär
Greiss spelar i Tysklands ishockeylandslag och har bland annat medverkat i olympiska vinterspelen 2006 samt 2010.